# 宗教改革記念日

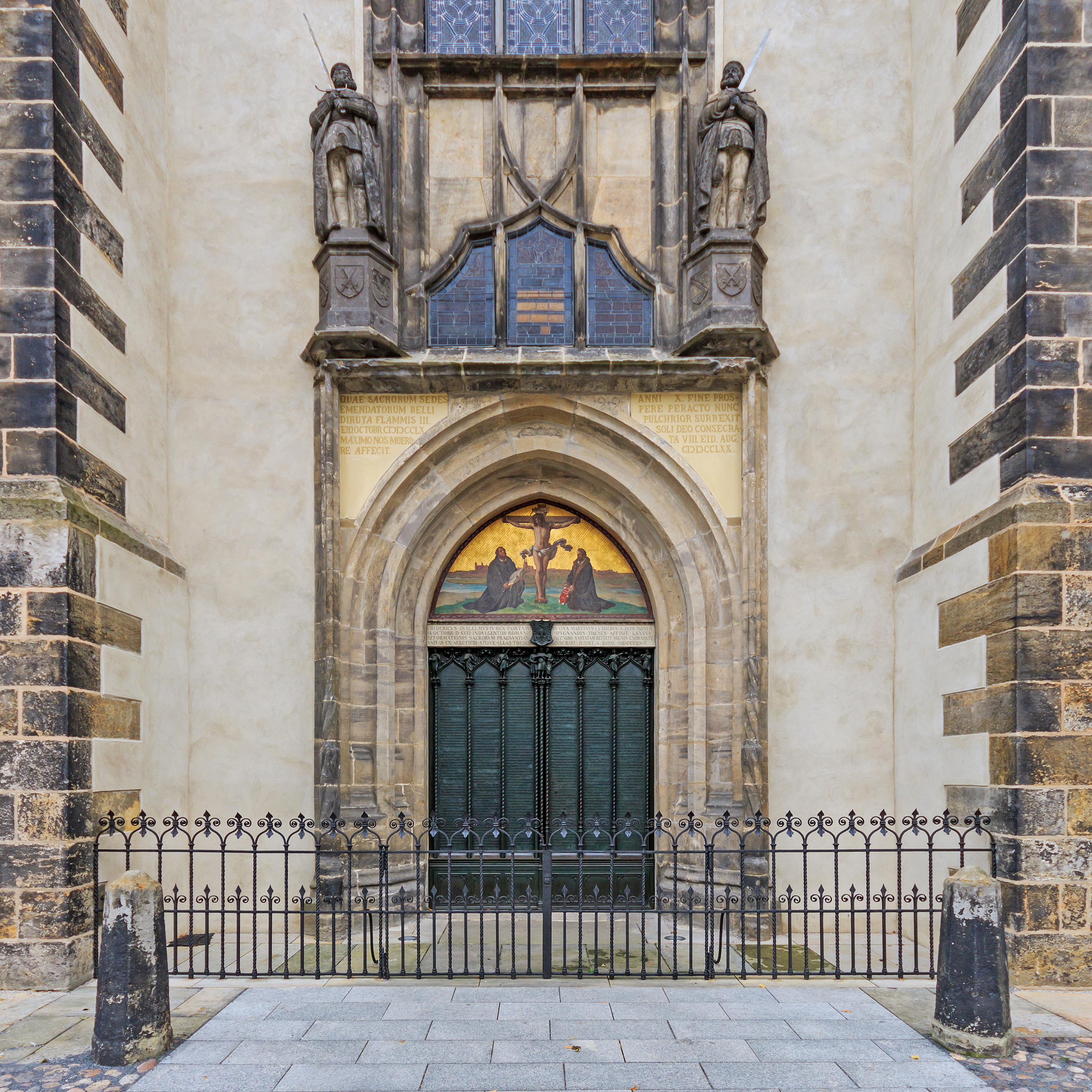
95ヶ条の論題を掲示したとされる門扉

宗教改革記念日（しゅうきょうかいかくきねんび ドイツ語: Reformationstag,英語: Reformation Day）は、マルティン・ルターが宗教改革を始めたことを記念する日で、ユリウス暦の10月31日である。
いくつかの国及びドイツのプロテスタント信者が多い一部の州（ブランデンブルク州、メクレンブルク＝フォアポンメルン州、ザクセン自由州、ザクセン＝アンハルト州、テューリンゲン自由州、シュレースヴィヒ＝ホルシュタイン州、ニーダーザクセン州、ハンブルク州、ブレーメン州）では、この日は休日となっている。日本をはじめ多くの国のプロテスタント教会では、10月31日の直前の日曜日に宗教改革記念礼拝（または宗教改革主日礼拝）が行なわれる。
1517年のこの日にマルティン・ルターがヴィッテンベルク城教会の扉に『95ヶ条の論題』を公示したとされる。
ルター派の教会では伝統的に、ルターの作曲によるコラール『神はわがやぐら』が歌われる。また、他教派のプロテスタント教会でも、各教派の讃美歌集に所収されている同じ曲が歌われる。
なお、ハロウィンとは同じ日であるが両者の間に関連性は無い。むしろハロウィンの異教的要素を強調し、宗教改革記念日の方こそを記憶するよう、プロテスタント教会では呼びかけられることがある。